# Разделна (Старозагорская область)
Разделна (болг. Разделна) — село в Болгарии. Находится в Старозагорской области, входит в общину Гылыбово. Население составляет 139 человек.

## Политическая ситуация
Кмет (мэр) общины Гылыбово — Николай Тонев Колев (инициативный комитет) по результатам выборов в правление общины.